# Batería de calcio
Las baterías de (iones) calcio  son tecnologías de almacenamiento y suministro de energía (es decir, almacenamiento electroquímico de energía) que emplean iones de calcio (cationes), Ca2+, como portador activo de carga en los electrolitos, así como en los electrodos (ánodo y cátodo). Las baterías de (iones) calcio siguen siendo un área activa de investigación, con estudios y trabajos persistentes en el descubrimiento y desarrollo de electrodos y electrolitos que permitan el funcionamiento estable y a largo plazo de la batería.

## Historia
La aplicación de las baterías de calcio se remonta a la década de 1960 en baterías térmicas para aplicaciones militares y espaciales.El primer ejemplo de pila electroquímica fue la Ca//SOCl2 como pila primaria.Los primeros exámenes de los portadores de intercalación de Ca2+ propusieron óxidos y sulfuros de metales de transición.El estudio de las pilas de calcio, así como de la electroquímica del calcio, ha continuado desde entonces, y se ha ampliado la investigación debido a los recientes avances en la actividad redox efectiva de los metales de Ca, en particular a temperatura ambiente, que había sido un reto en este campo durante mucho tiempo.

## Beneficios y ventajas

### Propiedades de los materiales
En cuanto a las propiedades inherentes a los materiales, el calcio metal es conocido por su elevada conductividad y su altísima temperatura de fusión (842 °C) en comparación con otros metales. La mayor temperatura de fusión puede hacer que el calcio metal sea intrínsecamente más seguro. El calcio también es un elemento benigno para el medio ambiente, lo que mitiga las preocupaciones sobre su toxicidad.

### Recursos y suministro
Las baterías de calcio se consideran un sistema de almacenamiento de energía de próxima generación o posterior a las baterías de iones de litio, es decir, uno de los muchos candidatos que pueden sustituir potencialmente a la tecnología de las baterías de iones de litio. También se trata de una batería multivalente. Sus principales ventajas son su menor coste, su abundancia en la tierra (41 500 ppm), su mayor densidad energética, gracias a la combinación de una alta capacidad y un alto voltaje de la célula, y una potencia potencialmente mayor. El calcio es el quinto mineral más abundante de la corteza terrestre, el metal alcalinotérreo más abundante y el tercer metal más abundante después del aluminio (Al) y el hierro (Fe).

### Electroquímica
En comparación con otros sistemas divalentes, las pilas de calcio tienen la posibilidad de voltajes de celda más altos que las de magnesio debido al potencial de reducción estándar 0,5 V más bajo del primero. Los iones Ca2+ también tienen la posibilidad de una cinética de reacción más rápida en comparación con el magnesio (Mg2+) debido a sus propiedades menos polarizantes y a su densidad de carga tanto en el electrolito como en un cátodo de intercalación.

### Capacidad y densidad energética
Los ánodos de calcio metal tienen un estado de oxidación 2+, lo que proporcionaría una mayor densidad de energía respecto a los sistemas monovalentes (es decir, Li+ y Na+), y tiene un potencial de reducción estándar de 2,9 V, que es sólo 0,17 V superior al del litio metal. Un ánodo de calcio metálico ofrece una mayor capacidad volumétrica y gravimétrica (2072 mAh.mL-1 y 1337 mAh.g-1, respectivamente) que los ánodos de grafito comerciales actuales en las baterías de iones de litio (300-430 mAh mL-1 y 372 mAh g-1).Una batería de calcio y azufre (Ca//S) tiene unas densidades energéticas teóricas de 3202 Wh/L y 1835 Wh/kg, frente a los 2800 Wh/L de Li//S.

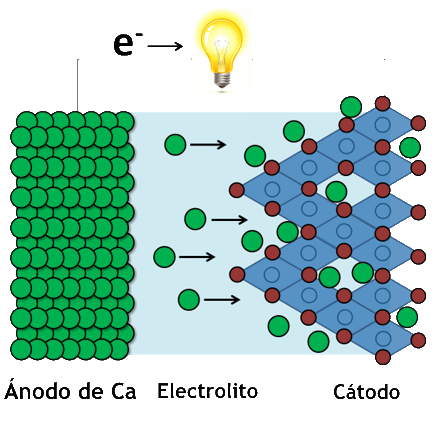
Esquema de una pila de calcio metal formada por un ánodo de calcio metal, un electrolito -la mayoría de las veces líquido- y un cátodo de intercalación, orgánico o de azufre.

## Aplicaciones
En la actualidad, las baterías de (iones) calcio  aún no se comercializan, sino que se encuentran en fase de investigación y desarrollo. Los esfuerzos se centran en desarrollar materiales eficaces para el ánodo y el cátodo, así como electrolitos estables. Se ha hecho especial hincapié en lograr una electroquímica fiable con un ánodo de calcio metálico puro para conseguir altos voltajes de funcionamiento, capacidades y densidades de energía. Sin embargo, los ánodos basados en carbono y óxidos metálicos, aunque proporcionan métricas de rendimiento inferiores, también son fiables. 
Debido al mayor peso potencial de las baterías de calcio, se ha propuesto su uso en aplicaciones estacionarias, como el almacenamiento en red. La electrónica portátil, así como las aplicaciones en vehículos eléctricos, pueden ser posibles si se mejoran las capacidades gravimétricas y las densidades de corriente.

## Retos
En la actualidad, las baterías de calcio presentan una disminución de la capacidad y densidades de energía relativamente menores que las baterías de metal-litio, pero se están realizando esfuerzos concertados para superar estos problemas.La interfaz del electrolito sólido (SEI) también muestra una migración lenta de los iones Ca2+.  Las baterías de calcio que proporcionan densidades de energía comparables a las de las baterías de ión-litio y de metal-litio actuales requieren el empleo de un ánodo de metal de Ca puro. El calcio es un metal significativamente duro en comparación con el litio, lo que habrá que tener en cuenta para la integración práctica de las láminas de calcio en la fabricación de baterías, como las de bolsa y las cilíndricas.